# Евдокс Книдский
Евдо́кс Кни́дский (в части источников: Эвдокс, др.-греч. Εὔδοξος, лат. Eudoxus; ок. 408 год до н. э. — ок. 355 год до н. э.) — древнегреческий математик, механик и астроном. Занимался также врачеванием, философией и музыкой; был известен как оратор и законовед.
Неоднократно упоминается у античных авторов. Сочинения самого Евдокса до нас не дошли, но его математические открытия изложены в «Началах Евклида». Среди его учеников были Каллипп, Менехм и Динострат.
Научная школа Евдокса сыграла большую роль в развитии античной астрономии и математики. Историки науки относят Евдокса к числу основоположников интегрального исчисления и теоретической астрономии. В частности, Евдокс создал теорию геометрических величин (античный аналог вещественных чисел), метод исчерпывания (прообраз анализа криволинейных фигур) и первую теоретическую модель движения небесных тел, переработанный вариант которой был позднее изложен в «Альмагесте» Птолемея.
В честь Евдокса названы:
- кривая Евдокса;
- кратер на Луне;
- кратер на Марсе[англ.].

## Биография
О жизни Евдокса известно немного. Родился в Книде, на юго-западе Малой Азии. Учился медицине у Филистиона в Сицилии, потом математике (у пифагорейца Архита в Италии), далее присоединился к школе Платона в Афинах. Около года провёл в Египте, изучал астрономию в Гелиополе. Позднее Евдокс переселился в город Кизик на Мраморном море, основал там собственную математико-астрономическую школу, читал лекции по философии, астрономии и метеорологии.
Около 368 года до н. э. Евдокс вместе с частью учеников вернулся в Афины. Умер в родном Книде, окружённый славой и почётом. Диоген Лаэртский сообщает некоторые подробности: скончался Евдокс на 53-м году жизни, были у него три дочери и сын по имени Аристагор.

## Астрономия
Евдокса можно считать создателем античной теоретической астрономии как самостоятельной науки. В Кизике им была построена обсерватория, в которой впервые в Элладе велись систематические наблюдения за небом. Школа Евдокса выпустила первый в Греции звёздный каталог. Гиппарх упоминал названия двух астрономических трудов Евдокса: «Явления» и «Зеркало».
Евдокс первым решил задачу Платона, предложившего астрономам построить кинематическую модель, в которой видимые движения Солнца, Луны и планет получались бы как результат комбинации равномерных круговых движений. Модель Евдокса состояла из 27 взаимосвязанных сфер, вращающихся вокруг Земли (теория гомоцентрических сфер). Согласие этой модели с наблюдениями было для того времени неплохим; исключением было движение Марса, который неравномерно движется по орбите, далёкой от круговой, и её крайне трудно приблизить равномерным вращением сфер.
Теорию Евдокса с математической точки зрения усовершенствовал Каллипп, у которого число сфер возросло до 34. Дальнейшее усовершенствование теории было связано с Аристотелем, который разработал механизм передачи вращения от наружных сфер к внутренним; при этом число сфер возросло до 56. В дальнейшем Гиппарх и Клавдий Птолемей отказались от теории гомоцентрических сфер в пользу теории эпициклов, которая позволяет более точно смоделировать неравномерность видимого движения небесных тел.
Евдокс считал Землю шарообразным телом, ему приписывается одна из первых оценок длины земного меридиана в 400 000 стадиев, или примерно 70 000 км. Евдокс пытался определить сравнительную величину небесных тел. Он знал, что Солнце больше Луны, но ошибочно полагал, что отношение их диаметров равно 9:1. Ему же приписывают определение угла между эклиптикой и небесным экватором, то есть, с современной точки зрения, наклона земной оси к плоскости земной орбиты, равного 24°. Евдоксу приписывают также изобретение горизонтальных солнечных часов.

Евдокс был знаком с вавилонской астрологией, относился к ней презрительно и чётко отделял от астрономии: «не следует доверять ни в малейшей степени халдеям и их предсказаниям и утверждениям о жизни человека, основанным на дне его рождения».

## Математика
Евдокс получил фундаментальные результаты в различных областях математики. Например, при разработке своей астрономической модели он существенно продвинул сферическую геометрию. Однако особенно большое значение имели созданные им две классические теории.

### Общая теория отношений
Числовые системы древних греков ограничивались натуральными числами и их отношениями (дробями, рациональными числами). Однако ещё пифагорейцы обнаружили, что диагональ квадрата несоизмерима с его стороной, то есть отношение их длин не может быть представлено рациональным числом. Стало понятно, что пифагорейская арифметика должна быть каким-то образом расширена с тем, чтобы включать все результаты измерений. Это и сделал Евдокс. Его теория дошла до нас в изложении Евклида (Начала, книга V).
В дополнение к числам Евдокс ввёл более широкое понятие геометрической величины, то есть длины отрезка, площади или объёма. С современной точки зрения, число при таком подходе есть отношение двух однородных величин — например, исследуемой и единичного эталона. Этот подход снимает проблему несоизмеримости. По существу, теория отношений Евдокса — это геометрическая модель вещественных чисел. Следует, однако, подчеркнуть, что Евдокс остался верен прежней традиции — он не рассматривал такое отношение как число; из-за этого в «Началах» многие теоремы о свойствах чисел затем заново доказываются для величин. Признание иррациональностей как особого вида чисел произошло много позднее, под влиянием индийских и исламских математических школ.
В начале своего построения Евдокс дал аксиоматику для сравнения величин. Все однородные величины сравнимы между собой, и для них определены две операции: отделение части и соединение (взятие кратного). Однородность величин сформулирована в виде аксиомы, известной также как аксиома Архимеда: «Говорят, что величины имеют отношение между собой, если они, взятые кратно, могут превзойти друг друга». Сам Архимед при изложении этой аксиомы сослался на Евдокса.
Далее Евдокс рассматривает отношения между величинами и определяет для них равенство:
Говорят, что величины находятся в том же отношении: первая ко второй и третья к четвёртой, если равнократные первой и третьей одновременно больше, или одновременно равны, или одновременно меньше равнократных второй и четвёртой, каждая каждой при какой бы то ни было кратности, если взять их в соответственном порядке.
В переводе на современный математический язык это означает, что отношения {\displaystyle a:b} и {\displaystyle c:d} равны, если для любых натуральных {\displaystyle m,n} выполняется одно из трёх соотношений:
- либо {\displaystyle ma<nb} и {\displaystyle mc<nd};
- либо {\displaystyle ma=nb} и {\displaystyle mc=nd};
- либо {\displaystyle ma>nb} и {\displaystyle mc>nd}.

Фактически описанное свойство означает, что между {\displaystyle a:b} и {\displaystyle c:d} нельзя вставить рациональное число.
До Евдокса использовалось другое определение, через равенство последовательных вычитаний; это определение эквивалентно определению Евдокса, но сложнее в использовании. Современным языком это можно выразить как равенство цепных дробей для отношений {\displaystyle a:b} и {\displaystyle c:d}.
Далее Евдокс аккуратно выводит свойства отношений: транзитивность, упорядоченность и т. д.
Классическая теория Дедекинда для построения вещественных чисел поразительно похожа на изложение Евдокса. Соответствие между ними устанавливается так: пусть заданы две величины Евдокса {\displaystyle a,b}; дробь {\displaystyle m/n} отнесём к классу {\displaystyle A}, если {\displaystyle ma>nb}, иначе — к классу {\displaystyle B}. Тогда классы {\displaystyle A} и {\displaystyle B} определяют дедекиндово сечение поля рациональных чисел {\displaystyle \mathbb {Q} }. Осталось отождествить отношение по Евдоксу {\displaystyle b:a} с этим дедекиндовым числом.
Отметим, однако, что у Евдокса отсутствует аналог аксиомы непрерывности, и ниоткуда не следует, что всякое сечение {\displaystyle \mathbb {Q} } определяет вещественное число.

### Метод исчерпывания
Это своего рода античный анализ криволинейных фигур. Обоснование этого метода не опирается на актуальные бесконечно малые, но неявно включает понятие предела. Название «метод исчерпывания» предложил в 1647 году Грегуар де Сен-Венсан, в античные времена у метода не было специального названия. Евклид изложил теорию метода исчерпывания в X книге «Начал», а в XII книге применил для доказательства нескольких теорем.
Метод заключался в следующем: для нахождения площади (или объёма) некоторой фигуры в эту фигуру вписывалась монотонная последовательность других фигур и доказывалось, что их площади (объёмы) неограниченно приближаются к площади (объёму) искомой фигуры. Затем вычислялся предел последовательности площадей (объёмов), для чего выдвигалась гипотеза, что он равен некоторому A и доказывалось, что обратное приводит к противоречию. Поскольку общей теории пределов не было (греки избегали понятия бесконечности), все эти шаги, включая обоснование единственности предела, повторялись для каждой задачи.
В такой форме метод исчерпывания хорошо вписывался в строго дедуктивное построение античной математики, однако имел несколько существенных недостатков. Во-первых, он был исключительно громоздким. Во-вторых, не было никакого общего метода для вычисления предельного значения A; Архимед, например, нередко выводил его из механических соображений или просто интуитивно угадывал. Наконец, этот метод не пригоден для нахождения площадей бесконечных фигур.
С помощью метода исчерпывания Евдокс строго доказал ряд уже известных в те годы открытий (площадь круга, объём пирамиды и конуса).
Наиболее плодотворным этот метод стал в руках выдающегося последователя Евдокса, Архимеда, который смог его значительно усовершенствовать и виртуозно применял для многих новых открытий. В средние века европейские математики также применяли метод исчерпывания, пока он не был вытеснен сначала более мощным и технологичным методом неделимых, а затем — математическим анализом.